# Бювет
Бювет (фр. buvette, дословно — «буфет, распивочное заведение») — специальное сооружение, павильон, устраиваемое над скважиной минерального или артезианского источника или близ него для отпуска питьевой минеральной или артезианской воды, с целью предохранения её от загрязнения и создания необходимых удобств для пользования. Иногда бювет холодных минеральных или артезианских источников устраивается с приспособлением для подогрева воды. Часто бювет устраивают в специальных галереях.